# ジョージ・カレット

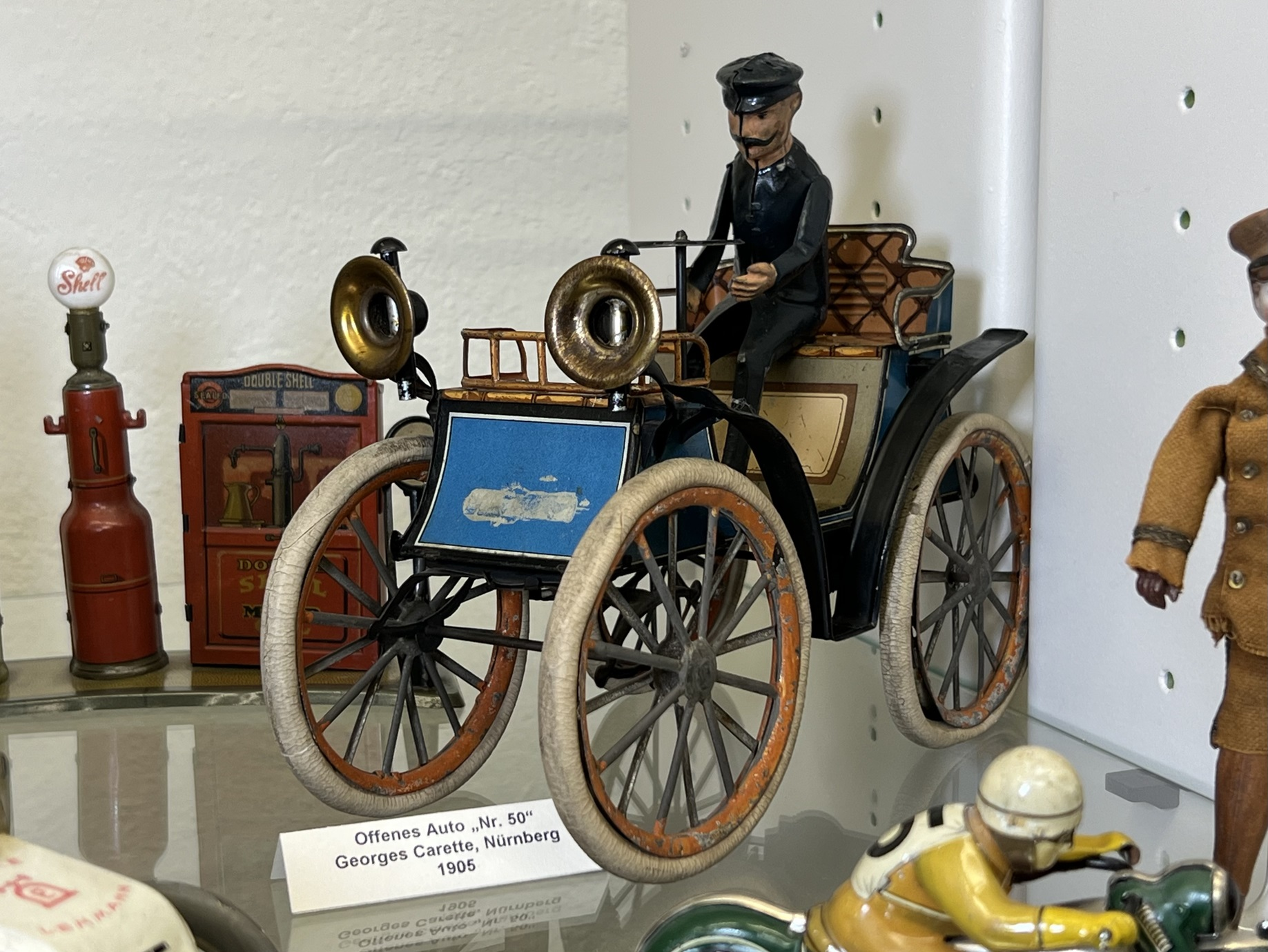
1905年に製造されたGeorges Caretteの50号車を2023年2023年Zürcher Spielezugmuseum月)

ジョージ・カレット（Georges Carette 、1861年? - 1954年1月8日）は、フランス人。ドイツのニュルンベルクに自身と同じ名前のブリキ玩具会社(Georges Carette & Cie.)を興した。

## 概略
1886年、Georges Caretteによってニュルンベルクに設立された。当初はビング社の下請けをしていたが、やがて独自の商品を製造するようになる。
1893年、シカゴ万国博覧会（第1回）に独自開発の電気で走行する路面電車の玩具を出展した。
Paul Josephtalはカレット社で働き、イギリスの鉄道模型製造会社であるバセット・ロークと接触して実物に忠実で精密なイギリス型の機関車と客車の模型をイギリスの顧客向けに販売した。
1905年、製品の取り扱い品目はぜんまい仕掛けの玩具の自動車や模型の船舶、飛行機、飛行船や幻灯機や知育玩具にまで広がった。すべての玩具はカレット自身が品質向上に努めた。
ジョージ・カレットはドイツ人と結婚した後もまだフランスの市民権だったので第一次世界大戦の勃発に伴いドイツを去った。彼は妻を連れてシャンティイ市に移り、1954年1月8日に93歳で亡くなった。
会社は当初Paul Josephtalが引き継いだが、1917年に軍隊へ召集されたのを契機として生産は終了して会社は解散した。工場は競合するビングの手に渡った。
ジョージ・カレット & Cie. の自動車や蒸気エンジンの玩具は今日では収集家の間で高価格で取引されている。

## 文献
Huber, Rudger: Blechspielzeug. Autos - Motorräder. Weltbild 1995, ISBN 3-8289-0794-6
Rampini  Paolo ,  The Golden Book of Toycars  1900-1980 . Edizioni PR , Milano 2004 .